# Zale submediana
Zale submediana är en fjärilsart som beskrevs av Embrik Strand 1917. Zale submediana ingår i släktet Zale och familjen nattflyn. Inga underarter finns listade i Catalogue of Life.